# Töve församling
Töve församling var en församling  i Skara stift i nuvarande Ulricehamns kommun. Församlingen uppgick efter 1548 i Vings församling.
Kyrkan låg i Töve.

## Administrativ historik
Församlingen har medeltida ursprung och uppgick efter 1548 i Vings församling, efter att före dess ingått i samma pastorat.